# Hayate Sugii
Hayate Sugii (jap. 杉井 颯, Sugii Hayate; * 17. Mai 2000 in der Präfektur Chiba) ist ein japanischer Fußballspieler.

## Karriere
Hayate Sugii erlernte das Fußballspielen in der Jugendmannschaft von Kashiwa Reysol. Hier unterschrieb er 2019 auch seinen ersten Profivertrag. Der Verein aus Kashiwa, einer Großstadt in der Präfektur Chiba auf Honshū, der Hauptinsel Japans, spielte in der zweithöchsten Liga des Landes, der J2 League. Ende 2019 wurde er mit dem Verein Meister der zweiten Liga und stieg in die erste Liga auf. Anfang 2020 wurde er an den Zweitligisten Zweigen Kanazawa nach Kanazawa ausgeliehen. Für Zweigen absolvierte er 13 Zweitligaspiele. Im Februar 2021 wechselte er ebenfalls auf Leihbasis zu Gainare Tottori. Der Verein aus der Präfektur Tottori spielte in der dritten Liga, der J3 League. Für Gainare stand er 23-mal in der Liga auf dem Spielfeld. Nach Vertragsende bei Kashiwa Reysol wechselte er im Februar 2022 zum Drittligisten AC Nagano Parceiro.

## Erfolge
Kashiwa Reysol
- Japanischer Zweitligameister: 2019  ▲